# La Cadette
Pour plus de détails, voir Fiche technique et Distribution.

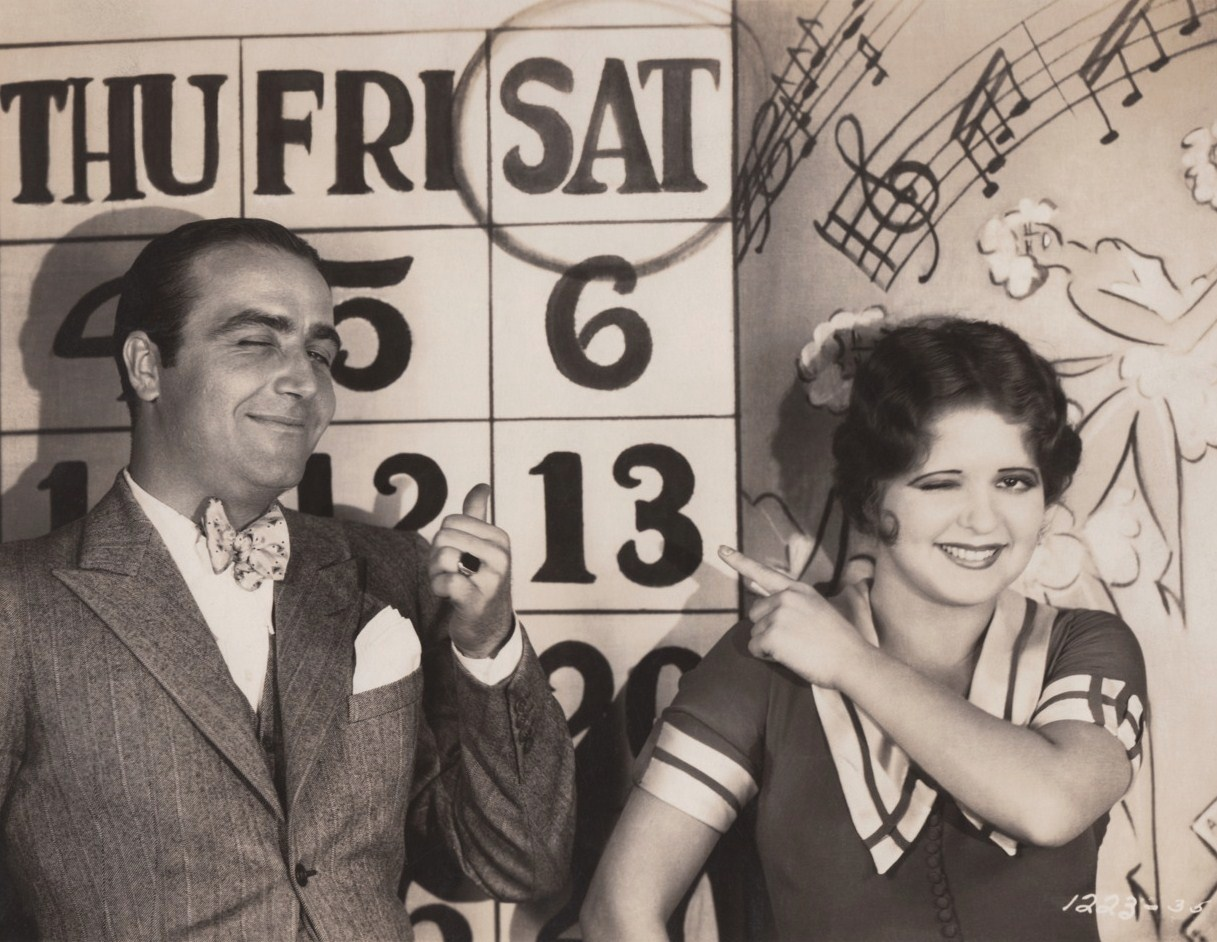
James Hall et Clara Bow (photo promotionnelle).

La Cadette (titre original : The Saturday Night Kid) est un film américain pré-Code en noir et blanc réalisé par A. Edward Sutherland, sorti en 1929.
Une version muette est sortie simultanément, pour les cinémas qui n'étaient pas encore équipés en sonorisation.

## Synopsis
Deux sœurs, Mayme et Janie, partagent un appartement à New York. Dans la journée, elles travaillent comme vendeuses au grand magasin Ginsberg, dans lequel Mayme est nommée pour être la vedette d'un prochain concours écrit et réalisé par la superviseure Miss Streeter. Cette dernière est mécontente de Mayme qui est toujours en retard au travail et fait souvent des gaffes. De son côté, Janie est nommée trésorière de l'argent des billets pour le concours, qui sera reversé aux orphelins. Mayme et Bill, qui travaille aussi au magasin, sont amoureux mais quand Bill traite particulièrement bien une jolie cliente, Mayme est jalouse et provoque le départ de la cliente, ruinant la vente de Bill. le couple se dispute et finit par rompre. En colère, Mayme en assez du comportement égoïste et imprudent de Janie. Celle-ci a joué l'argent du concours avec un voisin malhonnête qui l'a trompé et elle demande de l'aide à sa sœur.
Alors que Mayme récupère l'argent Jnaie avoue à Miss Streeter  que l'argent a disparu mais fait porter le chapeau sur sa sœur. Lorsque Mayme se présente avec l'argent, Bill essaie de lui donner son argent et est horrifiée que Bill pense qu'elle a volé et joué l'argent. Madame Streeter jure que Mayme sera poursuivi et renvoyé. De retour à l'appartement, Mayme et Janie, qui essaie de partir avec une valise, ont une dispute. Bill les surprend alors et entend Janie avouer que c'est elle qui a volé l'argent. Se sentant idiot, il poursuit Mayme et la supplie de lui pardonner et de l'épouser. Elle finit par accepter.

## Fiche technique
- Titre : La Cadette
- Titre original : The Saturday Night Kid
- Réalisation : A. Edward Sutherland
- Scénario : Lloyd Corrigan et Edward E. Paramore Jr., d'après une histoire de Ethel Doherty et la pièce Love 'Em and Leave 'Em de George Abbott et John V.A. Weaver (en) (1926)
- Intertitres : Joseph L. Mankiewicz
- Société de production : Paramount Pictures
- Musique : John Leipold (non crédité)
- Image : Harry Fischbeck
- Montage : Jane Loring
- Costumes : Edith Head (non créditée)
- Société de production et de distribution : Paramount Pictures
- Pays de production :  États-Unis
- Langue originale : anglais américain
- Format : noir et blanc — 35 mm — 1,20:1 — son : mono (Western Electric Sound System)
- Genre : comédie romantique
- Durée : 63 minutes
- Dates de sortie :
  - États-Unis : 25 octobre 1929
  - France : 1er août 1930

## Distribution
- Clara Bow : Mayme
- Jean Arthur : Janie
- James Hall : William 'Bill' Taylor
- Edna May Oliver : Miss Streeter
- Charles Sellon : Lem Woodruff
- Ethel Wales : Lily Woodruff
- Hyman Meyer : Ginsberg

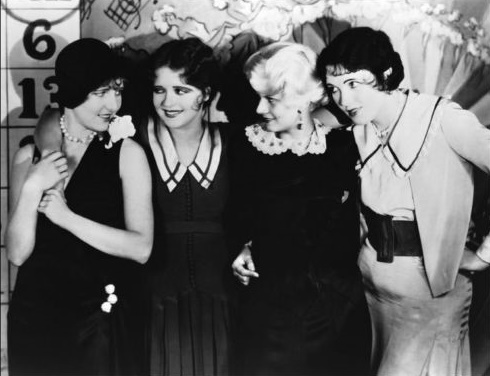
Jean Arthur, Clara Bow, Jean Harlow et Leone Lane.

- Jean Harlow : Hazel (non créditée)
- Leone Lane (en) (non créditée)